# Estação Tasqueña (Metrô)
A Estação Tasqueña é uma das estações do Metrô da Cidade do México, situada na Cidade do México, seguida da Estação General Anaya. Administrada pelo Sistema de Transporte Colectivo, é uma das estações terminais da Linha 2.
Foi inaugurada em 1º de agosto de 1970. Localiza-se no cruzamento da Estrada do Tlalpan com a Avenida Taxqueña. Atende o bairro Campestre Churubusco, situado na demarcação territorial de Coyoacán. A estação registrou um movimento de 27.943.776 passageiros em 2016.
A estação recebeu esse nome por estar situada próxima da Avenida Taxqueña. O nome Taxqueña trata-se do gentílico das mulheres oriundas da cidade de Taxco, situada no estado de Guerrero, no México. Taxco é conhecida pelas centenas de ourivesarias especializadas em prata espalhadas por toda a cidade. Os usuários podem fazer conexão com o Trólebus da Cidade do México e com o VLT da Cidade do México, cujas estações e paradas situam-se próximas à estação do Metrô.
No interior da estação situa-se uma obra do artista Alberto Castro Leñero, intitulada Elementos. A obra é formada por uma série de murais, cada um com 11 metros de comprimento por 3 de altura. O propósito da obra, segundo o autor, foi formar um "quadrilátero de energia" com quatro elementos idealizados por Leñero: "Azul", "Fogo", "Horizonte" e "Respiração". Cada mural foi feito a base de Tesselas, cortadas em triângulos e em retângulos, a fim de poder expressar as formas curvas que definem os efeitos desejados pelo artista.